# Ermita del Cristo de la Vera Cruz (Sonseca)
La ermita del Cristo de la Vera Cruz es una ermita ubicada en la localidad de Sonseca, en la provincia de Toledo, Castilla‑La Mancha, España. Fue construida a mediados del siglo XVI bajo la advocación del Santísimo Cristo de la Vera Cruz. De estilo mudéjar, está levantada en mampostería, con sillería de granito en las esquinas y ladrillo enfoscado en la espadaña. Permanece en uso, y en su interior se guardan las imágenes de la Semana Santa.

## Historia
La ermita se erigió en la segunda mitad del siglo XVI como sede de la cofradía de la Vera Cruz. La inscripción «IN HOC SIGNO VINCES Año de 1564» grabada en el pórtico sur atestigua que para ese año las obras ya estaban finalizadas.
En diciembre de 1584, la cofradía contrató al solador Juan Gutiérrez, natural de Toledo, para solar con ladrillo raspado la nave hasta la denominada «puerta del sol». El acuerdo establecía ladrillos de alta cocción y tamaño palaciego, supervisión de maestros y entrega antes del Miércoles de Ceniza de 1585.
En 1673, la hermandad encargó al dorador toledano Manuel Gómez un retablo barroco con pinturas del Descendimiento y el Entierro de Cristo, además de dorados y estofados.
El 4 de agosto de 1936, al estallar la guerra civil española, un incendio destruyó el retablo original, la imagen del Cristo con la Cruz a Cuestas y otras piezas de imaginería.
Tras el conflicto, la cofradía incorporó un retablo más pequeño de estilo barroco semidorado, procedente de Ocaña y ajustado por carpinteros, que preside la capilla hasta nuestros días.
La ermita guarda las imágenes procesionales que desfilan en las celebraciones de Semana Santa de Sonseca. 

## Arquitectura
La planta de la ermita está compuesta por una nave central larga y estrecha, rematada por una capilla de planta cuadrada, más ancha, que hace las veces de cabecera y crucero. A este conjunto se une una pequeña sacristía situada en la parte posterior.
En el interior, lo más destacado son las techumbres de madera en forma de artesa invertida, con almizate plano y alfardas inclinadas. Estas estructuras están trabajadas siguiendo el estilo mudéjar, y en la cabecera se encuentra una cruz del mismo estilo, elaborada mediante la técnica de par y nudillo.
El pórtico frontal, el más antiguo, presenta un arco de medio punto realizado en sillería. Está formado por nueve dovelas, cada una decorada con una rosa labrada, y una inscripción grabada que dice: «EN LA CRUZ NOS DIO DIOS LA LUZ». Tanto la disposición de los elementos como el tipo de decoración muestran similitudes con el estilo de Alonso de Covarrubias, también presente en la iglesia.
En la fachada sur se encuentra un segundo acceso, posterior al anterior. También es de medio punto y está enmarcado con sillares. Incluye dos cruces de la Santa Cruzada, una hornacina vacía flanqueada por ménsulas y una inscripción que señala la finalización de las obras: «IN HOC SIGNO VINCES Año de 1564». Este acceso fue conocido como «la puerta del sol». 
En el exterior también destaca una espadaña de ladrillo que corona la fachada principal, así como muros levantados en mampostería con refuerzos de sillería en las esquinas.